# United Art Rating

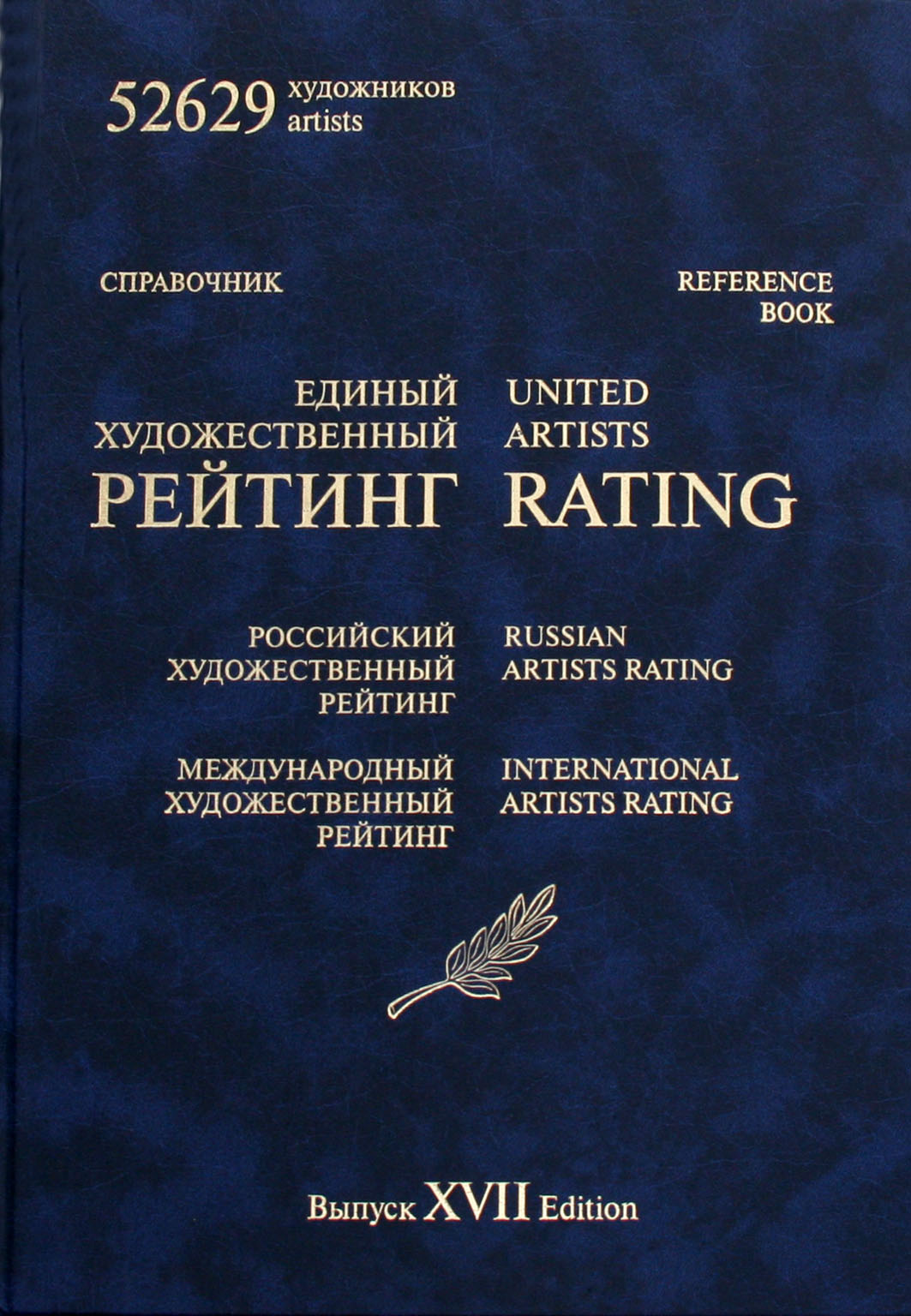
United Art Rating – Siebzehnte Ausgabe

United Artists Rating ist ein Nachschlagewerk, das seit 1999 publiziert wird durch die Artists Trade Union of Russia, Gewerkschaft der Künstler in Russland, um den Kunstmarkt zu unterstützen. Sergey Zagraevsky ist der Chefredakteur.
United Art Rating (vor 2012 hieß es United Artists Rating) ist ein periodisch erscheinendes Nachschlagewerk, in dem Künstler klassifiziert werden. Es sind dreiundzwanzig gedruckte Versionen erschienen (Stand Mai 2018), die gesamte Anzahl gedruckter Exemplare beträgt mehr als 90000. Es gibt auch eine elektronische Version.
Am 1. Januar 2016 waren durch United Art Rating 58965 Künstler (Maler, Grafikern, Bühnenmaler, Batikmaler, Illustratoren, Filmanimatoren, Bildhauer, Goldschmiede, Töpfer, Installationskünstler usw.) erfasst worden. Zu jedem Künstler war der Name mit dem zugehörigen Geburtstag, ggfs. dem Todestag sowie dem vergebenen künstlerischen Rang notiert.

## Prinzipien der Klassifizierung
Das Rating Centre ist Teil der Artists Trade Union of Russia und hat den Status einer unabhängigen professionellen Jury, frei in ihrer Entscheidung und Einschätzungen. Die Klassifizierung eines Künstlers geschieht auf Grund aller zur Verfügung stehenden Information über das Werk, Biografien, Ausstellungen, Sammlungen und Verkäufen, Katalogen sowie die Information im Internet und die Presse, Kunsthistoriker und die Meinung von Kunstmanager und der Öffentlichkeit usw.
United Art Rating besteht aus zwei Teilen:
- das russische Art Rating (Künstler aus russischen Sphäre sowie russische Emigranten);
- das internationale Artists Rating (Künstler aus der gesamten Welt aus dem achtzehnten bis einundzwanzigsten Jahrhundert, deren Kunst zum weltweiten Kulturerbe gehört).

Die Künstler sind unterteilt in die Kategorien "A" und "B". Ein Künstler der Kategorie "A" übt seine Kunst frei von Marktzwängen aus. Ein Künstler der Kategorie "B" orientiert sich in der Hauptsache am Kunstmarkt.
Jede Kategorie hat Stufen (die obersten sind für anerkannte berühmte Künstler, die schon verstorben sind und deren Kunstwerke sich in vielen Museen befinden bis hin zur untersten siebten Stufe, die für Amateure ist).
Die Einstufung eines Künstlers geschieht auf Grund von folgenden Kriterien: künstlerische Klasse der Arbeiten, der humanistische Stellenwert, Professionalität, Ausstellungen, Präsenz in Museen, öffentliche Anerkennung, Galerien, die Meinung von Kunstkritikern, soziale und zivile Signifikanz der Arbeiten, Verkaufswert der Werke usw.
United Art Rating gibt Empfehlungen für die Preise von Kunstwerken für den An- und Verkauf.
United Art Rating wird ständig auf den neuesten Stand gebracht, verfeinert und ergänzt.

## Kategorien der Klassifizierung
- 1 – ein weltberühmter Künstler, der sich über die Zeit behauptet hat (über nicht weniger als ein Jahrhundert).
- 1A – ein weltberühmter Künstler.
- 1B – ein hochklassiger professioneller Künstler mit bemerkenswerten Organisationstalent, der populär und gefragt ist.
- 2A – ein hochklassiger professioneller Künstler mit einer geistreichen kreativen Individualität.
- 2B – ein hochklassiger professioneller Künstler, dessen Werke auf dem Markt und von der Öffentlichkeit gefragt sind.
- 3A – ein professioneller Künstler mit einem erkennbaren eigenen Stil.
- 3B – ein anerkannter professioneller Künstler, dessen Werke auf dem Markt und von der Öffentlichkeit gefragt sind.
- 4A – ein etablierter professioneller Künstler mit kreativem Potential.
- 4B – ein etablierter professioneller Künstler, dessen Werke auf dem Markt gefragt sind.
- 5A – ein gestandener professioneller Künstler mit kreativem Potential.
- 5B – ein gestandener professioneller Künstler.
- 6A – ein professioneller Künstler mit kreativem Potential in der Entwicklung.
- 6B – ein professioneller Künstler in der Entwicklung.
- 7 – ein Amateur, dem Kenner eine künstlerische Entwicklung zugestehen.
- 8 – ein Amateur.
- 9 – ein Anfänger.
- 10 – ein Künstler in der Ausbildung.

## International Art Rating
Im International Art Rating werden die ersten Klassifizierungsstufen an die Künstler vergeben (d. h. 1, 1A, 1B, 2A, 2B, 3A and 3B). Diese Künstler beeinflussten und beeinflussen z. T. noch die Kunstgeschichte der Welt vom achtzehnten bis zum einundzwanzigsten Jahrhundert.
International Art Rating berücksichtigt Künstler aus Argentinien, Australien, Österreich, Belgien, Bolivien, Brasilien, Großbritannien, Bulgarien, Kanada, Kolumbien, Kuba, Tschechien, Deutschland, Griechenland, Ungarn, Israel, Italien, Mexiko, Neuseeland, Norwegen, Polen, Portugal, Rumänien, Russland mit den ehemaligen Sowjetrepubliken, Republiken des ehemaligen Jugoslawiens, USA, Finnland, Frankreich, Spanien, Schweiz, Schweden, Japan und einigen anderen Ländern, wie zum Beispiel Namibia.
Das Internet-Projekt "Greatest world artists of XVIII–XXI centuries"  (übersetzt „Die größten Künstler der Welt aus dem achtzehnten bis einundzwanzigsten Jahrhundert“) basiert auf dem International Art Rating. Hier sind alle namhaften Künstler des genannten Zeitraums vertreten wie z. B. Vincent van Gogh, Pablo Picasso, Henri Matisse, Wassily Kandinsky, Emil Nolde, Joseph Beuys, Andy Warhol um nur einige wenige zu nennen. Aus Namibia sind in diesem Projekt z. B. die Künstler Adolph Jentsch, Hans Anton Aschenborn, Dieter Aschenborn und Uli Aschenborn aufgeführt (s. Internet-Projekt unter Weblinks unten). Die Werke der Künstler, die durch das International Art Rating erfasst wurden, gehören zum weltweiten Kulturerbe.
Vor 2014 hieß das Projekt "10000 best world artists of XVIII–XXI centuries"  (übersetzt „Die 10000 besten Künstler der Welt aus dem achtzehnten bis einundzwanzigsten Jahrhundert“).

## Gedruckte Ausgaben
Das Archiv des United Artists Rating verzeichnet folgende Ausgaben:
- United Art Rating. XXII Ausgabe. 49896 Künstler. – Moskau, 2015. –  324 Seiten.  Anzahl gedruckter Exemplare – 1100.
- United Art Rating. XXI Ausgabe. 47832 Künstler. – Moskau, 2014. – ISBN 978-5-904913-21-2. 308 Seiten.  Anzahl gedruckter Exemplare – 1100.
- United Art Rating. XX Ausgabe. 3816 Architekten. – Moskau, 2013. – 89 Seiten.  Anzahl gedruckter Exemplare – 1100.
- United Art Rating. XIX Ausgabe. 47579 Künstler. – Moskau, 2012. – ISBN 978-5-904913-19-9. 294 Seiten.  Anzahl gedruckter Exemplare – 1100.
- United Artists Rating. XVIII Ausgabe. 53364 Künstler. – Moskau, 2011. – ISBN 978-5-904913-09-0. 367 Seiten.  Anzahl gedruckter Exemplare – 1100.
- United Artists Rating. XVII Ausgabe. 52629 Künstler. – Moskau, 2010. – ISBN 978-5-904913-03-8. 357 Seiten.  Anzahl gedruckter Exemplare – 5000.
- United Artists Rating. XVI Ausgabe. 43084 Künstler. – Moskau, 2009. – ISBN 978-594-025-112-5. 275 Seiten.  Anzahl gedruckter Exemplare – 5000.
- United Artists Rating. XV Ausgabe. 41076 Künstler. – Moskau, 2008. – ISBN 5-94025-100-5. – 252 Seiten.  Anzahl gedruckter Exemplare – 5000.
- United Artists Rating. XIV Ausgabe. 39894 Künstler. – Moskau, 2008.  – ISBN 5-94025-087-4. – 268 Seiten.  Anzahl gedruckter Exemplare – 5000.
- United Artists Rating. XIII Ausgabe. 38039 Künstler. – Moskau, 2007.  – ISBN 5-94025-086-6. – 464 Seiten.  Anzahl gedruckter Exemplare – 5000.
- United Artists Rating. XII Ausgabe. 36157 Künstler. – Moskau, 2006. – 447 Seiten.  Anzahl gedruckter Exemplare – 5000.
- United Künstler Rating. XI Ausgabe. 33405 Künstler. – Moskau, 2006. – ISBN 5-94025-075-0. – 415 Seiten.  Anzahl gedruckter Exemplare – 5000.
- United Artists Rating. X Ausgabe. 30448 Künstler. – Moskau, 2005. – ISBN 9785940250708. – 368 Seiten.  Anzahl gedruckter Exemplare – 5000.
- United Artists Rating. IX Ausgabe. 27754 Künstler. – Moskau, 2004. – ISBN 5-94025-061-0. –  336 Seiten.  Anzahl gedruckter Exemplare – 5000.
- United Artists Rating. VIII Ausgabe.– Goldschmiedekunst. – 1689 Goldschmiede. – Moskau,. 2004. ISBN 5-94025-050-5. – 128 Seiten.  Anzahl gedruckter Exemplare – 5000.
- United Artists Rating. VII Ausgabe. 21324 Künstler, 832 Ausstellungshallen. – Moskau, 2003. – ISBN 5-94025-037-8. – 360 Seiten.  Anzahl gedruckter Exemplare – 5000.
- United Artists Rating. VI Ausgabe. Architekten. – 2124 Architekten .– Moskau, 2002. – ISBN 5-94025-027-0.– 96 Seiten.  Anzahl gedruckter Exemplare – 5000.
- United Artists Rating. V Ausgabe. 12572 Künstler, 755 Ausstellungshallen. – Moskau, 2002. – ISBN 5-94025-017-3. – 336 Seiten.  Anzahl gedruckter Exemplare – 5000.
- United Artists Rating. IV Ausgabe. 9112 Künstler, 533 Ausstellungshallen. – Moskau, 2001. – ISBN 5-94025-010-6. – 312 Seiten.  Anzahl gedruckter Exemplare – 5000.
- Contemporary and XVIII-XX centuries artists rating. III Ausgabe. – 7524 Künstler. – Moskau, 2000. – ISBN 594025005X. – 320 Seiten.  Anzahl gedruckter Exemplare – 5000.
- Contemporary Artists – künstlerische Rang. Maler und Grafiker. 2nd Ausgabe. – 3150 Künstler. – Moskau, 2000. – ISBN 5-94025-003-3. – 117 Seiten.  Anzahl gedruckter Exemplare – 5000.
- Artists – künstlerischer Rang durch die Gewerkschaft der Künstler. Maler und Grafiker. – 1887 Künstler. – Moskau, 2000. – ISBN 5-94025-001-7. – 80 Seiten.  Anzahl gedruckter Exemplare – 5000.